# 페인트샵 프로
페인트샵 프로(PaintShop Pro, PSP)는 마이크로소프트 윈도우 운영 체제에서 구동하는 재스크 소프트웨어(Jasc Software)가 출시한 그래픽 편집 소프트웨어이다. 본래 래스터 그래픽스 전용 편집기이였으나 2005년 9월부터 나오는 시리즈에서는 벡터 그래픽스를 담당하게 되었다. 2004년 10월 코렐이 재스크 소프트웨어와 페인트샵 프로에 대한 배포권을 구입하였다. 포토샵 호환 플러그인으로 확장할 수 있다.

## 역사
원래 페인트 샵(Paint Shop)이라는 이름의 최초 버전 1.0은 BMP, GIF, PCX 포맷 간 사진 변환기였으며 1990년 8월 Robert Voit에 의해 출시되었다.
2020년 10월부터 대한민국의 이스트소프트가 코렐과 협력해 페인트샵 프로를 한글화한 페인트샵 프로 for 알툴즈를 판매하기 시작하였다.

## 관련 버전 및 제품
- 페인트 샵 프로 퍼스널(Paint Shop Pro Personal)
- 페인트 샵 포토 앨범(Paint Shop Photo Album)
- 코렐 페인트 샵 프로 앨범 퍼스널(Corel Paint Shop Pro Album Personal)
- 코렐 포토 앨범(Corel Photo Album)
- 코렐 페인트샵 프로 익스프레스(Corel PaintShop Photo Express)
- 페인트 샵 프로 포토 스튜디오(Paint Shop Pro Photo Studio)
- 페인트샵 프로 for 알툴즈 - 이스트소프트에서 페인트샵 프로를 한글화해 판매하는 제품이다.

## 같이 보기
- 래스터 그래픽스 편집기